# اوبری مونرو
اوبری مونرو (انگلیسی: Aubree Munro؛ زادهٔ ۴ اکتبر ۱۹۹۳) بازیکن سافت‌بال است.
وی در مسابقات کشوری و بین‌المللی در مجموع برندهٔ ۳ مدال طلا، ۳ مدال نقره شده‌است.